# Bernard Tchoullouyan
 Bernard Tchoullouyan (Marseille, 1953. április 12. – 2019. január 7.) olimpiai bronzérmes, világbajnok francia cselgáncsozó.

## Pályafutása
1979-ben a párizsi világbajnokságon ezüstérmet szerzett 78 kg-is kategóriában. 
Az 1980-as moszkvai olimpián bronzérmes lett ugyan ebben a kategóriában. 1981-ben a maastrichti világbajnokságon 86 kg-ban aranyérmet nyert.

## Sikerei, díjai
- Olimpiai játékok
  - bronzérmes: 1980, Moszkva (78 kg)
- Világbajnokság
  - aranyérmes: 1981 (86 kg)
  - ezüstérmes: 1979 (78 kg)